# JeOS
JeOS (pronunciado como juice - zumo o jugo en inglés-) es la abreviación para el concepto Just Enough Operating System (Sólo lo Necesario de un Sistema Operativo) que se utiliza en software de aplicaciones. JeOS no es un sistema operativo en sí, sino más bien, se refiere a una versión reducida de un sistema operativo para satisfacer específicamente las necesidades de una aplicación en particular. 
En el contexto de software de aplicaciones, JeOS incluye solamente las partes del sistema operativo (por lo general Linux) requeridas para ejecutar la aplicación y algún otro componente de terceros (third-party) contenido en la aplicación. Este sistema operativo adaptado hace que la aplicación sea más eficiente, más segura y permite un mejor rendimiento que si la aplicación fuera ejecutada en un sistema operativo normal de propósitos generales.